# Anthyllis hispidissima
Anthyllis hispidissima là một loài thực vật có hoa trong họ Đậu. Loài này được (Sagorski) W. Becker miêu tả khoa học đầu tiên năm 1910.